# Beise (Fulda)
Die Beise, auch Beisebach genannt, ist ein etwa 20,8 km langer, linker bzw. südwestlicher Zufluss der Fulda im Landkreis Hersfeld-Rotenburg und Schwalm-Eder-Kreis in Osthessen.

## Name
Der Fluss wird 1521 erstmals urkundlich genannt (Beysa). Der Name leitet sich von der altsächsischen Grundform *Begisa ab. Die Etymologie des Bestimmungswortes ist unklar, möglicherweise eine Variante von germ. *baki für 'Bach'.

## Verlauf

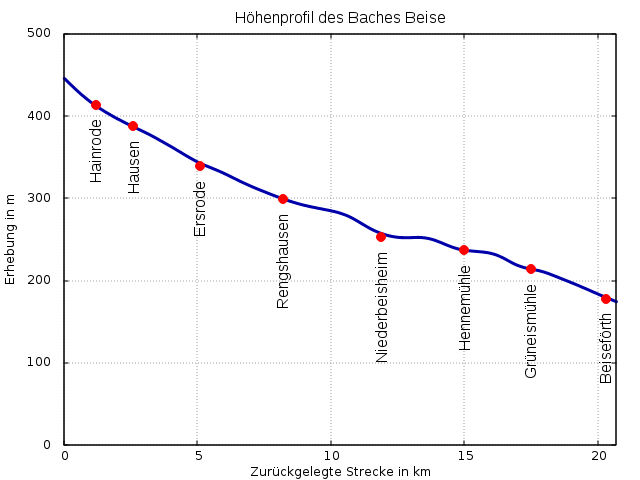
Höhenprofil der Beise

Die Beise entspringt im Nordostteil des Knüllgebirges (Knüll) südwestlich von Hainrode, einem Gemeindeteil von Ludwigsau. Ihre Quelle liegt südöstlich des Klostersteins (527,6 m ü. NN) unterhalb des Waldwegs Alte Straße im bewaldeten Gebiet am Bärenwinkel.
Anfangs fließt die Beise im Gemeindegebiet von Ludwigsau nordostwärts durch Hainrode und entlang der Landesstraße 3253 nach und durch Ersrode. Dort knickt sie nach Nordwesten ab, verläuft entlang der L 3254 unterhalb des Dorfs und gelangt nach Unterqueren der Schnellfahrstrecke Hannover–Würzburg  (Talbrücke Beise) in den Schwalm-Eder-Kreis.
Darin fließt die Beise im Gemeindegebiet von Knüllwald durch die Dörfer Hausen und Rengshausen, wo der Lingelbach einmündet, und fortan nordnordwestwärts, einen stillgelegten Abschnitt der Kanonenbahn unterquerend, nach Niederbeisheim, wo der Breitenbach zufließt. Deren Trasse noch ein paar Mal unterquerend wendet sie sich, die Hennemühle, wonach der Ertzelsbach einmündet, und Rote Mühle passierend, entlang der Kreisstraße 29 nach Nordosten.
Nach Passieren der Grüneismühle erreicht die Beise das Gemeindegebiet von Malsfeld, um in dessen Ortsteil Beiseförth in den dort etwa von Südosten kommenden Weser-Quellfluss Fulda, die dort eine Flussschleife bildet, zu fließen. Ihre Mündung liegt wenige Meter nördlich der Fuldabrücke der L 3427.

## Beisetal-Mühlen-Radweg
Entlang der Beise führt  von ihrer Quelle bis zur Mündung der etwa 22 km lange „Beisetal-Mühlen-Radweg“, der mit „MR“ gekennzeichnet und beschildert ist. Einst gab es entlang der Beise 26 Mühlen, von denen noch 12 namentlich existieren. Einige sind noch erhalten und in Betrieb. Entlang des Radwegs befinden sich unter anderem Freibäder und Gaststätten sowie der Waldlehrpfad bei Rengshausen und das Bienenmuseum in Niederbeisheim.

## Einzugsgebiet und Zuflüsse
Zu den Zuflüssen der Beise, deren Einzugsgebiet 63,204 km² umfasst, gehören mit orographischer Zuordnung (l = linksseitig, r = rechtsseitig), Gewässerlänge und Mündungsort mit Beisebachkilometer (bachabwärts betrachtet)/:
- Lingelbach (l; 4 km), in Rengshausen (nahe km 12,85)
- Pfaffelbach (l; 1,6 km), in Rengshausen (bei km 12,6)
- Kohlgraben (l; 1,1 km), unterhalb Rengshausen (nahe km 12)
- Fringelbach (r; 1,8 km), unterhalb Rengshausen bei der Papiermühle (nahe km 11,1)
- Breitenbach (l; 4,6 km), in Niederbeisheim (nahe km 8,2)
- Ertzelsbach (l; 4 km), unterhalb Niederbeisheim bei der Hennemühle (bei km 5,9)
- Bubengraben (l; 1,3 km), unterhalb Niederbeisheim nahe der Roten Mühle (bei km 4,9)